# Албано-австрийские отношения
Албано-австрийские отношения - это двухсторонние дипломатические отношения между Республикой Албания и Австрийской Республикой. Албания имеет посольство в Вене и 7 почетных консульств в Айзенштадте, Гессендорфе, Граце, Гредиге, Зальцбурге, Санкт-Пельтене и Филлахе. У Австрии есть посольство в Тиране. История дипломатических отношений Албании и Австрии восходит к 1912 году, когда 28 ноября 1912 года Албания провозгласила свою независимость. Как член Европейского союза (ЕС), Австрия поддерживает Албанию на ее пути евроинтеграции.

## Сотрудничество
Дипломатические отношения между Албанией и Австрией традиционно были тесными и в настоящее время регулируются сложным набором договоров (включая договоры с Европейским союзом (ЕС), членом которого является Австрия).
- Тирана 1973 - Пассажиры и перевозки в дороге
- Вена 1987 г. - Соглашение о сотрудничестве в области культуры, науки, технологий
- Тирана 1991 - Помощь в целях развития
- Тирана 1992 - Проездные документы, Визы
- Вена 1993 - Защита инвестиций
- Вена 1993 - Авиация
- Вена 1994 - Экономическое и промышленное сотрудничество, инвестиции
- Вена 1998 - Охрана культурных и исторических зданий и памятников
- Тирана 2005 - Соглашение о сотрудничестве в области культуры, науки, технологий
- Вена 2007 - Таможенное соглашение
- Тирана 2007 - Международная безопасность
- Тирана 2007 - Двойное налогообложение
- Тирана 2008 - Помощь в целях развития
- Вена 2010 - Здравоохранение
- Тирана 2010 - Финансовая помощь
- Вена 2012 - Научно-техническое сотрудничество
- Оба 2012 - Культура, образование и наука
- Вена 2013 - Контроль за беженцами и миграцией

## Дипломатические миссии
- У Албании есть посольство в Вене.
- У Австрии есть посольство в Тиране.